# Videogiochi nel 2010

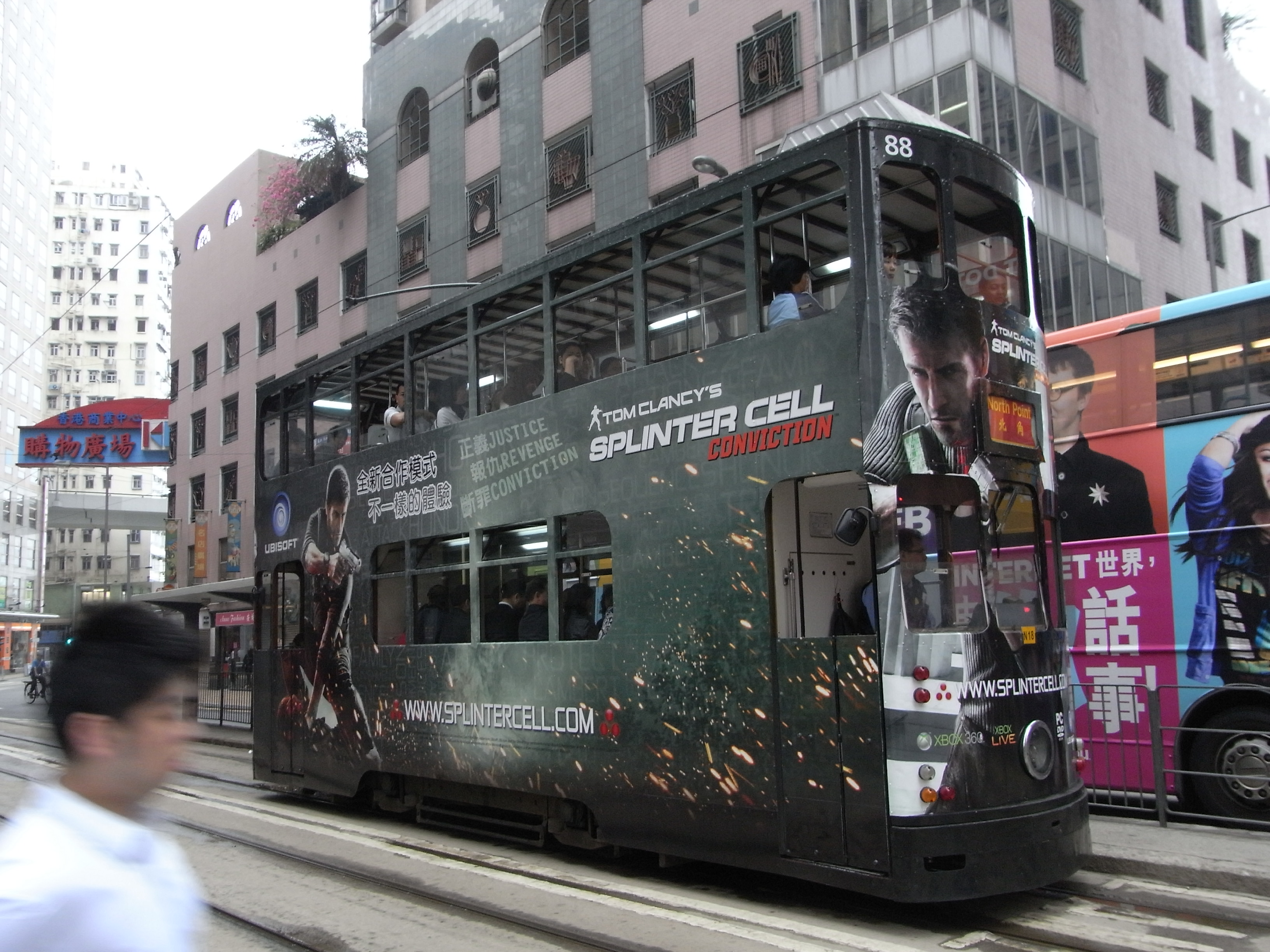
Pubblicità di Tom Clancy's Splinter Cell: Conviction su un tram a Hong Kong

Eventi rilevanti avvenuti nell'industria dei videogiochi nel 2010. 
Per un elenco delle voci su giochi usciti nell'anno vedi Categoria:Videogiochi del 2010.

## Eventi
- 15 aprile – Il servizio Xbox Live viene dismesso per i titoli della prima Xbox, e resta disponibile soltanto per Xbox 360.[1]
- 15 giugno - Nintendo presenta il Nintendo 3DS
- 17 giugno – Viene lanciato il servizio OnLive.
- 15 settembre – Viene lanciato il PlayStation Move.
- 4 novembre – Viene lanciato in tutto il mondo il controller Microsoft Kinect per Xbox 360.
- 9 dicembre - Level-5 pubblica Ni no kuni, primo gioco della serie (nella sua prima versione per Nintendo DS).
- Viene pubblicato Mass Effect 2.
- 2K Games pubblica BioShock 2.
- Heavy Rain viene pubblicato in esclusiva per PlayStation 3.
- Electronic Arts pubblica Dante's Inferno.
- SEGA pubblica Napoleon: Total War.
- Viene pubblicato Mafia 2.
- Microsoft Game Studios pubblica Halo: Reach.
- Esce Gran Turismo 5.
- 14 maggio - Alan Wake viene pubblicato per Xbox 360.
- Esce Danganronpa: Trigger Happy Havoc

### Fiere
- 7 gennaio – A Las Vegas si apre il Consumer Electronics Show 2010.
- 9 marzo – A San Francisco si apre la Game Developers Conference 2010.
- 14 giugno – A Los Angeles si apre l'edizione 2010 dell'Electronic Entertainment Expo.
- 18 agosto – A Colonia si apre l'edizione 2010 di Gamescom.
- 16 settembre – Apre il Tokyo Game Show 2010.